# Lyropupa
Lyropupa é um género de gastrópode da família Pupillidae.
Este género contém as seguintes espécies:
- Lyropupa anceyana
- Lyropupa clathratula
- Lyropupa hawaiiensis
- Lyropupa lyrata
- Lyropupa microthauma
- Lyropupa mirabilis
- Lyropupa perlonga
- Lyropupa prisca
- Lyropupa rhabdota
- Lyropupa scabra
- Lyropupa spaldingi
- Lyropupa sparna
- Lyropupa striatula
- Lyropupa thaanumi
- Lyropupa truncata